# Воля-Мокшеська
Воля-Мокшеська (пол. Wola Mokrzeska) — село в Польщі, у гміні Пширув Ченстоховського повіту Сілезького воєводства.
Населення — 343 особи (2011).
У 1975-1998 роках село належало до Ченстоховського воєводства.

## Демографія
Демографічна структура станом на 31 березня 2011 року:
|          | Загалом | Допрацездатний вік | Працездатний вік | Постпрацездатний вік |
| -------- | ------- | ------------------ | ---------------- | -------------------- |
| Чоловіки | 175     | 32                 | 129              | 14                   |
| Жінки    | 168     | 34                 | 95               | 39                   |
| Разом    | 343     | 66                 | 224              | 53                   |